# Aneurin Bevan

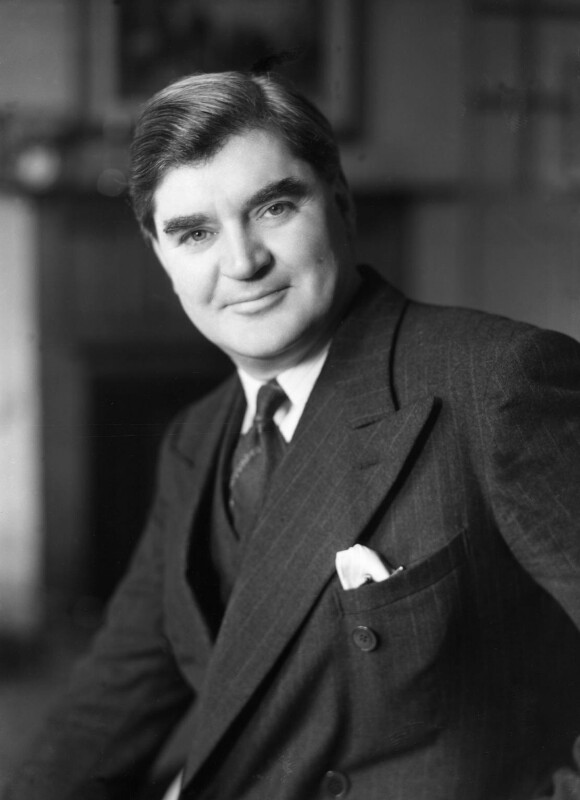
Aneurin Bevan, 1943.

Aneurin "Nye" Bevan, född 15 november 1897 i Tredegar, Wales, död 6 juli 1960 i Chesham, England, var en brittisk (walesisk) Labourpolitiker. Han var från början gruvarbetare och började också sin politiska karriär inom gruvarbetarnas fackförening.

## Biografi
Bevan var son till en gruvarbetare som ett av tio syskon. Hans resultat i skolan var mindre framgångsrika vilket gjorde att han vid 13 års ålder lämnade skolan för att börja arbeta. Hans fader, David Bevan, hade sympatiserat med det liberala partiet, men övergick till socialismen inspirerad av Robert Blatchfords artiklar i The Clarion och anslöt sig till Labourpartiet.
Vid samma tid hade Bevan anslutit sig till gruvarbetarnas fackförening i South Wales och blev en lokal, skicklig facklig agitator, sedd av arbetsgivaren som revolutionär. Hans chefer såg detta som en ursäkt till att avskeda honom, men tvingades efter fackliga påtryckningar att återanställa honom.
År 1919 erhöll han ett stipendium av South Wales Miner's Federation till Central Labour College, där han skaffade sig en livslång sympati för Karl Marx. Efter återkomsten till hemorten 1921 hade han svårigheter att få anställning och var arbetslös till 1924. Först 1926 fick han en fast, betald anställning på fackföreningens expedition och engagerades då även som en av ledarna för en sex månader lång strejk bland gruvarbetarna. Han var sedan från 1928 ledamot av ledningen för Cottage Hospital och dess ordförande under 1929–1930.
Bevan blev ledamot av parlamentet år 1929 och var 1945–1951 hälsovårdsminister samt 1951 en kort tid arbetsminister i Clement Attlees regering. Från 1959 och till sin död 1960 var han Labourpartiets vice partiledare.
Som hälsovårdsminister genomförde han 1948 den engelska sjukförsäkrings- och sjukvårdsreformen och som arbetsminister försökte han driva nationaliseringen av industrier längre än partiets ledning önskade. Han avgick därför i protest från sin post.
Bevan tillhörde Labourpartiets radikala flygel och var en av partiets mest framgångsrika talare. Han avled av magcancer vid 62 års ålder.

## Eftermäle
År 2004, över 40 år efter hans död, röstades Bevan in som den förste på listan över 100 walesiska hjältar, motiverat av hans bidrag till utvecklingen av välfärdsstaten efter andra världskriget.